# Justin Bieber
Pour les articles homonymes, voir Bieber.
Justin Drew Bieber, dit Justin Bieber (né le 1ᵉʳ mars 1994 à London, Ontario, Canada) est un chanteur, auteur-compositeur et acteur canadien. Il est devenu célèbre à l’adolescence grâce à ses vidéos sur YouTube et à son premier single One Time. Au fil de sa carrière, Bieber est devenu une figure majeure de la pop mondiale, connu pour ses collaborations, son influence sur la culture populaire et son évolution musicale.
En 2007, à l'âge de treize ans, il est repéré par l'agent artistique américain Scooter Braun, lorsque ce dernier regarde ses vidéos sur sa chaîne YouTube. L'année suivante, il signe un contrat avec la maison de disques RBMG Records, cofondée par Scooter Braun et par le chanteur américain Usher. En fin d'année 2009, à quinze ans, il sort son premier album, intitulé My World, qui, depuis, a été certifié disque de platine aux États-Unis. Son premier single, intitulé One Time, atteint la première place du Top 20 au Canada ainsi que dans plusieurs autres pays. À la suite du succès mondial de son premier album, il devient le plus jeune artiste dont sept chansons d'un même album sont placées dans le Billboard Hot 100.
En 2010, à seize ans, il publie son deuxième album, intitulé My World 2.0, et décroche ainsi plusieurs numéros un à travers le monde ; il devient notamment le plus jeune artiste à placer son premier album en tête du Billboard 200 depuis Stevie Wonder en 1963. L'album est suivi du single Baby, dont le clip reste jusqu'à fin 2012 la vidéo la plus vue sur YouTube. Justin Bieber est rapidement considéré comme la nouvelle idole des jeunes.
Après le succès de sa tournée My World Tour et de ses deux albums de remix My Worlds Acoustic et Never Say Never: The Remixes, il propose le film documentaire Justin Bieber: Never Say Never. En 2011, il livre son troisième album, intitulé Under the Mistletoe, qui se hisse en tête du Billboard 200. L'année suivante, il achève son quatrième album, intitulé Believe, qui décroche la première place du Billboard 200. Il a plusieurs démêlés judiciaires entre 2013 et 2014, qui affectent gravement son image publique.
L'année 2015 marque un tournant important dans la carrière de Justin Bieber : son cinquième album, intitulé Purpose, lui apporte un énorme succès commercial, ainsi qu'un Grammy Awards. Il se retire ensuite de la scène médiatique et artistique, et collabore dans l'ombre avec de nombreux artistes tels que David Guetta, DJ Snake ou encore Major Lazer. Cinq années plus tard, en 2020, Justin Bieber revient sur le devant de la scène avec un sixième album, intitulé Changes, affichant une nouvelle image, ainsi qu'une plus grande maturité qui n'échappe pas à ses fans. Cette même année, il devient le plus jeune artiste à accumuler six albums en tête des charts, à vingt-six ans.
En 2011, il est désigné troisième « célébrité la plus puissante au monde » dans le Top 100 du magazine Forbes. Il réapparaît dans ce même classement les deux années suivantes. En 2016, il est le premier artiste à dépasser les dix milliards de vues sur YouTube. Très actif sur les réseaux sociaux, il est l'une des personnalités les plus suivies sur Twitter et compte plus de 155 millions d'abonnés sur Instagram en décembre 2020. En juin 2021, il compte 455 millions d'abonnés dans toutes les plateformes réunies.

## Biographie

### Jeunesse
Né à l'hôpital St. Joseph de London, en Ontario au Canada, Justin Drew Bieber grandit dans un petit quartier de la ville de Stratford. Il est l'enfant unique de Patricia Lynn « Pattie » Mallette (née le 2 avril 1975), d'origine canadienne-française, et de Jeremy Jack Bieber (né le 4 juin 1975), devenus ses parents à 18 ans, et qui n'ont jamais été mariés.
Ses parents se séparent peu après sa naissance ; il est alors principalement élevé par sa mère, qui enchaîne les emplois mal payés, et par ses grands-parents maternels, Diane et Bruce Mallette. À cette époque, sa mère se bat contre l'addiction aux substances illicites, contre la dépression et contre des traumatismes dus aux agressions sexuelles dont elle a été victime durant son enfance et adolescence. Justin Bieber reste en contact avec son père, qui ne contribue pas à son éducation pour autant. Depuis son adolescence, ils sont très proches.
Il a des origines canadiennes-françaises, irlandaises, allemandes, écossaises et anglaises.
Il a deux demi-sœurs et un demi-frère paternels : Jazmyn Kathleen Bieber (née le 19 mai 2008) et Jaxon Julian Bieber (né le 20 novembre 2009), issus de l'union de son père avec son ex-compagne Erin Wagner (née en 1986) et Bay Bieber (née le 16 août 2018), issue de l'union de son père et de son épouse Chelsea Rebelo Bieber (née en 1988), qui a déjà une fille, prénommée Allie Rebelo (née en 2007).
Durant son enfance, Justin Bieber étudie dans une classe d'immersion française, à l'école primaire catholique Jeanne-Sauvé. Bien qu'il maîtrise la langue française[Quoi ?], il ne parle pas couramment cette langue. En 2012, à dix-huit ans, il reçoit son diplôme d'études secondaires après avoir suivi les cours par correspondance de la St. Michael Catholic Secondary School.
Dans son enfance, il s'intéresse au hockey, au football et aux échecs ; il garde alors sa passion pour la musique pour lui. En grandissant, Justin apprend tout seul à jouer de la guitare, de la batterie, du piano et de la trompette,. En 2007, à l'âge de douze ans, il chante la chanson de Ne-Yo So Sick lors d'une compétition locale de chant à Stratford et termine deuxième,. Sa mère, Pattie, poste alors toutes les vidéos de son fils chantant sur YouTube afin que sa famille et ses amis puissent le voir. Elle postent des vidéos de Justin chantant et la popularité de ce dernier augmente.

### Carrière

#### 2008–2009: débuts etMy World

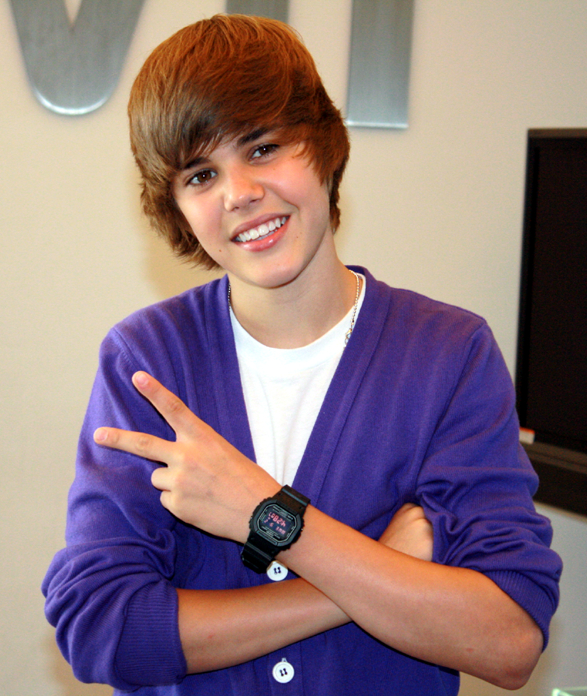
Justin Bieber en 2009.

À la recherche de nouveaux talents, Scooter Braun, un agent artistique qui travaille pour So So Def Recordings, voit par hasard l'une des vidéos de Justin Bieber. Impressionné, Braun repère le théâtre devant lequel Justin se produit, localise son école et contacte sa mère, Pattie. Celle-ci est réticente à cause de la religion juive de Scooter[réf. nécessaire]. Finalement elle le laisse emmener avec lui Justin, alors âgé de treize ans, à Atlanta en Géorgie afin d'enregistrer plusieurs démos. Une semaine après son arrivée à Atlanta, Justin Bieber chante pour le chanteur de pop/R&B, Usher et rejoint alors le label RBMG, une coentreprise entre Scooter et Usher. Le chanteur Justin Timberlake est aussi intéressé par Justin Bieber ; ce dernier reste avec Usher,. Usher contacte Antonio L.A. Reid de Island Def Jam Music Group qui le fait signer avec le label Island Records en octobre 2008,,. Justin Bieber s'installe alors avec sa mère à Atlanta. Scooter devient ensuite le manager de Justin en 2008.

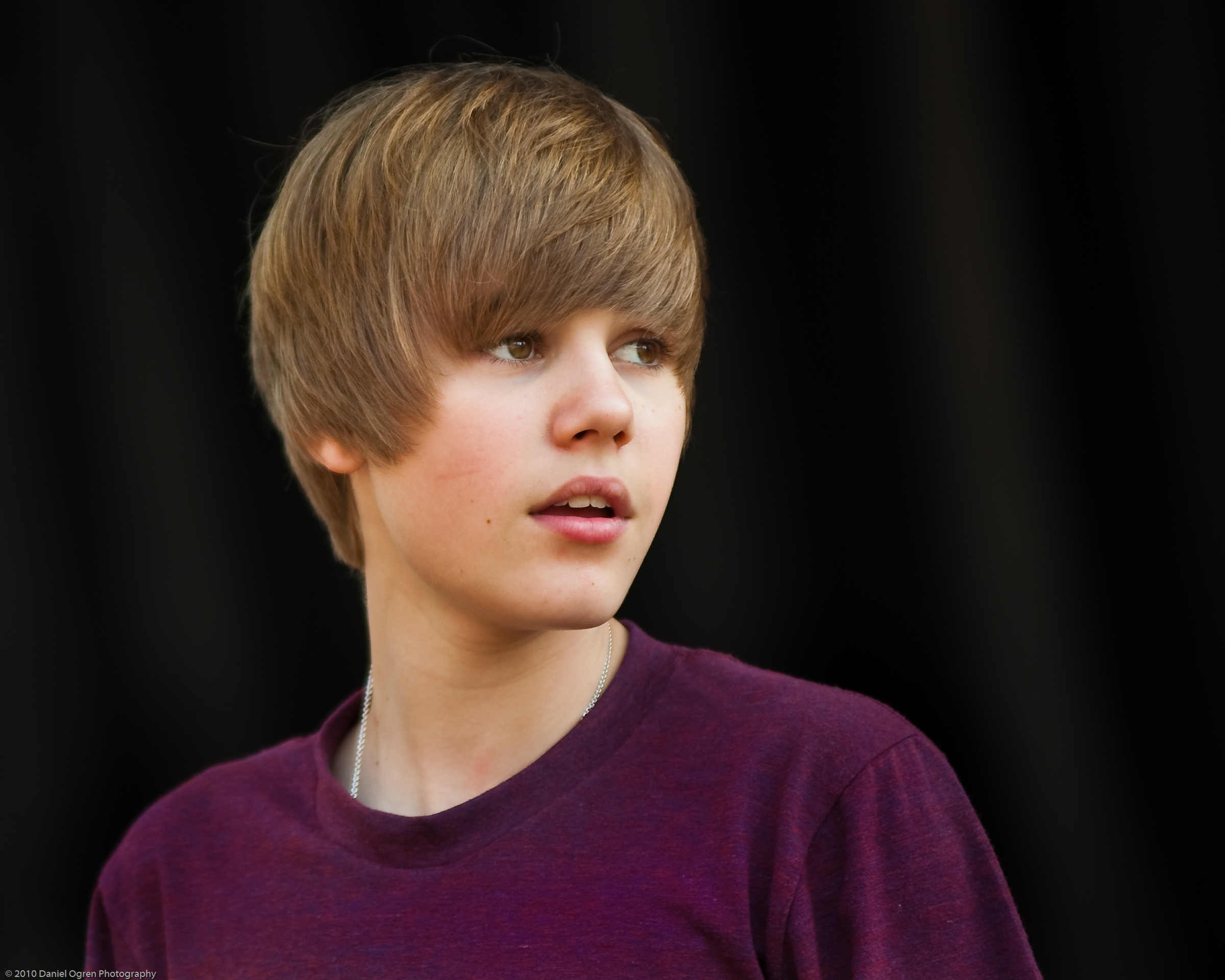
Justin Bieber au White House Easter Egg Roll (2010).

Son premier single, intitulé One Time, sort le 18 mai 2009 alors qu'il enregistre encore son premier album et atteint la 17e place du Billboard Hot 100 ainsi que la 12e place du Canadian Hot 100. Durant l'automne, son succès devient international. Le 17 novembre 2009, il sort son EP, My World, dont le deuxième single One Less Lonely Girl sort en octobre 2009, le troisième Love Me sort le même mois et enfin Favorite Girl le mois suivant.
Le 20 décembre 2009, Justin Bieber chante Someday at Christmas de Stevie Wonder devant le président des États-Unis Barack Obama, et sa femme lors de la traditionnelle fête de Noël de la Maison-Blanche,. En fin d'année 2009, Justin Bieber joue dans un épisode de la sitcom True Jackson.
En janvier 2010, il participe à l'enregistrement d'une nouvelle version de We Are the World: We Are the World 25 for Haiti. Il chante dans la chanson Wavin' Flag, pour l'organisation canadienne Young Artists for Haiti.

#### 2010–2011:My World 2.0etUnder the Mistletoe
En janvier 2010, Justin Bieber sort le premier single de la deuxième partie de l'album My World 2.0 intitulé Baby, en collaboration avec Ludacris qui atteint la cinquième place du Billboard Hot 100. Il sort ensuite deux singles : Never Let You Go et U Smile qui se placent dans le top 30 aux États-Unis et dans le top 20 au Canada. Le 19 mars 2010, l'album My World 2.0 sort et reçoit des critiques positives et se place en tête du Canadian Albums Chart ainsi que du Billboard 200 durant trois semaines non-consécutives en se vendant à 283 000 exemplaires dès la première semaine de sa sortie, et dans six autres pays,. Les deux autres singles, Eenie Meenie en collaboration avec Sean Kingston et Somebody to Love en collaboration avec Usher suivent en mars et avril 2010 et arrivent tous les deux à la quinzième place du Billboard Hot 100.

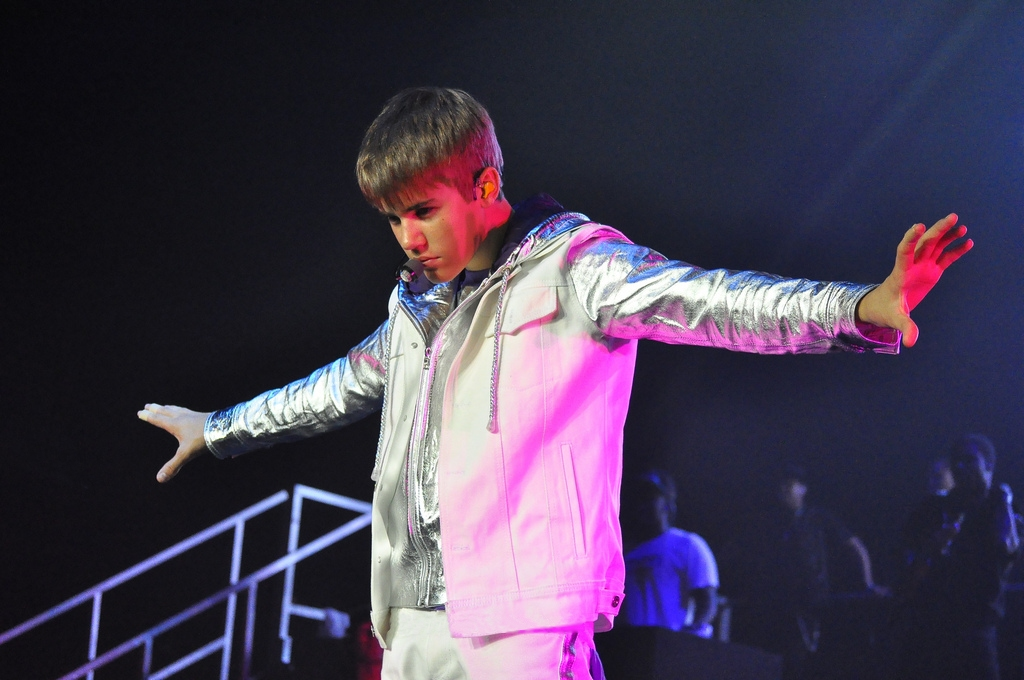
Justin Bieber au Sentul International Convention Center en Indonésie, en avril 2011.

Le 10 avril 2010, il est invité à l'émission Saturday Night Live.
Le 23 juin 2010, Justin Bieber commence sa première tournée mondiale de 127 dates, le My World Tour à Hartford aux États-Unis qui s'achève à Caracas au Venezuela le 19 octobre 2011. En juillet 2010, il est la personnalité la plus recherchée sur les moteurs de recherche Internet. Le clip de Baby est alors la vidéo la plus visionnée sur YouTube devant le clip de Lady Gaga Bad Romance.
Justin Bieber fait ses débuts d'acteur en jouant dans un épisode de la série Les Experts, diffusé le 23 septembre 2010. Il joue dans un deuxième épisode des Experts, diffusé le 17 février 2011. Le 12 septembre 2010, il se produit aux MTV Video Music Awards où il fait un medley de ses chansons : Baby, U Smile et Somebody to Love. En octobre 2010, Justin Bieber annonce qu'il va sortir un album acoustique intitulé My Worlds Acoustic. Le seul single de cet album est Pray.
Le 7 février 2011, il sort un film 3D d'un de ses concerts intitulé Justin Bieber: Never Say Never, réalisé par le réalisateur de Sexy Dance 3D, Jon Chu qui est un succès au box-office. Le 14 février 2011, il sort son deuxième album de remix intitulé Never Say Never: The Remixes dans lequel il chante en duo avec Miley Cyrus, Chris Brown, Kanye West et d'autres artistes.
En juin 2011, le magazine Forbes place Justin Bieber en deuxième place des « célébrités les mieux payées en dessous de trente ans ». Il est la plus jeune star à avoir gagné 53 000 000 de dollars en douze mois. Le 1er novembre 2011, il sort son deuxième album intitulé Under the Mistletoe qui est en tête du Billboard 200 après s'être vendu à plus de 210 000 copies dès la première semaine après sa sortie, avec pour unique single Mistletoe qui arrive à la dixième place du Billboard Hot 100.

#### 2012–2014:BelieveetJournals

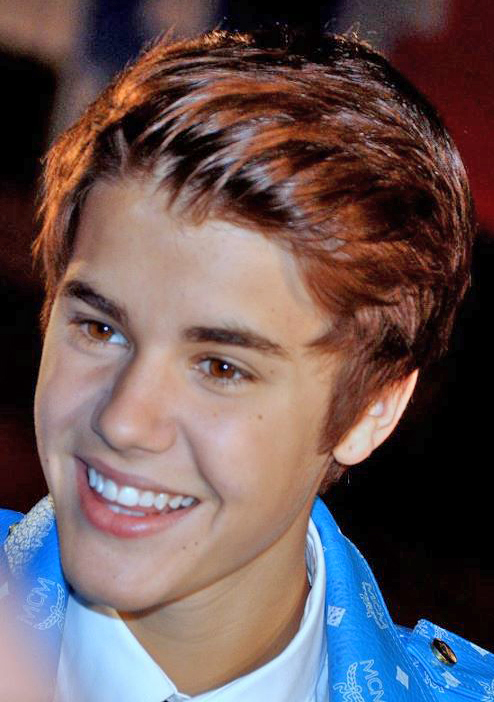
Justin Bieber à la cérémonie des NRJ Music Awards de 2012.

En fin d'année 2011, Justin Bieber enregistre son troisième album, intitulé Believe. Le 28 février 2012, il sort un single avec le groupe de hip-hop Far East Movement, intitulé Live My Life, qui figure sur leur album Dirty Bass. Lors de son passage au Ellen DeGeneres Show fin février, il annonce que le premier single de son nouvel album, intitulé Boyfriend, sortira le 26 mars. Le morceau est arrivé à la deuxième place du Billboard Hot 100, après s'être vendu à plus de 521 000 exemplaires la première semaine après sa sortie. Fin mai, il sort deux singles promotionnels, intitulés Die in Your Arms et All Around the World, en collaboration avec le rappeur Ludacris.
Le 11 juin, il sort le deuxième single officiel, intitulé As Long as You Love Me, en collaboration avec Big Sean — qui arrive à la sixième place du Billboard Hot 100. Quelques jours plus tard, le 19 juin, son troisième album Believe est officiellement dans les bacs. Il arrive en tête du Billboard 200 en se vendant à 374 000 exemplaires dès sa première semaine de sortie. L'opus reçoit des critiques positives.
En septembre, il figure sur le morceau Beautiful (en) de la chanteuse canadienne Carly Rae Jepsen, puis il entame sa tournée mondiale, le Believe Tour (en), à Glendale. Le mois suivant, il sort le troisième single officiel, intitulé Beauty and a Beat, en collaboration avec la rappeuse américaine Nicki Minaj. Le clip bat un record en atteignant les dix millions de vues sur YouTube en 24 heures.
Le 14 décembre, il annonce sur le plateau de l'émission The Ellen DeGeneres Show qu'il va sortir une version acoustique de son album, Believe, intitulé Believe Acoustic, qui sort le 29 janvier 2013. L'album atteint la tête du Billboard 200.
Le 9 février 2013, il coanime un épisode de l'émission Saturday Night Live, qui lui vaut de nombreuses critiques négatives, notamment de Kate McKinnon qui affirme que « Justin n'a pas supporté d'endosser les responsabilités qu'un animateur de télévision doit endosser », et de Bill Hader qui déclare « ne pas avoir apprécié sa présence, ni celle de son entourage »,.
Le 7 mars, Justin Bieber s'évanouit durant un concert au dôme du Millénaire à Londres, après s'être plaint d'un problème respiratoire ; il est transporté d'urgence à l'hôpital. Quelques jours plus tard, il annule deux concerts à Lisbonne, pour des raisons de santé. Mi-août, une chanson inédite de Michael Jackson voit le jour, intitulée Slave to the Rhythm, sur laquelle Justin Bieber pose sa voix. Peu après la sortie du morceau, la société Michael Jackson Estate affirme qu'elle n'a jamais donné les droits d'auteur au jeune chanteur de dix-neuf ans ; ils tentent alors de supprimer la chanson de toutes les plates-formes, sans succès. Il sort ensuite un titre, intitulé Twerk, en collaboration avec le rappeur Lil Twist et la chanteuse américaine Miley Cyrus. En septembre, il collabore avec le chanteur Maejor Ali et le rappeur Juicy J pour le morceau Lolly[réf. souhaitée]. Ce même mois, il apparaît dans le clip Melodies de sa protégée, Madison Beer.
Le 3 octobre 2014, il annonce qu'il va sortir une chanson tous les lundis pendant dix semaines, les dix sorties seront accompagnées de cinq chansons inédites supplémentaires dans une compilation intitulée Journals. L'album, initialement prévu le 16 décembre, est repoussé d'une semaine pour sortir le 23 décembre afin que Justin puisse ajouter une chanson à la compilation. Cette compilation contient finalement quinze chansons qui contrastent avec le style antérieur du chanteur. En effet, cet album marque un changement de style et de thème des paroles, ce qui suscite l'incompréhension de certains fans. L'album n'est pas aussi populaire que les précédents ; il contient quand même des succès comme All That Matters et Confidence.
Le 8 décembre, il achève sa tournée mondiale à Perth, en Australie, avec un total de 162 concerts à travers le monde. Le 25 décembre, un deuxième film de l'un de ses concerts sort, Justin Bieber's Believe.
En 2014, Justin Bieber fait une pause dans sa carrière musicale ; son équipe confirme qu'il travaille à son cinquième album. En novembre de la même année, il sort un single avec le chanteur australien Cody Simpson, intitulé Home to Mama (en).

#### 2015–2016:Purpose
En janvier 2015, Justin Bieber devient la nouvelle égérie de la marque Calvin Klein et apparaît en compagnie de la mannequin néerlandaise, Lara Stone dans une campagne pour leur ligne printemps-été 2015 de sous-vêtements. Le mois suivant, il sort le single Where Are Ü Now (en) en collaboration avec Jack Ü, qui lui fait remporter son premier Grammy Awards en 2016. En mars, il apparaît dans le clip de I Really Like You de Carly Rae Jepsen, en compagnie de Tom Hanks.
Toujours en mars, il est la vedette de l'émission Comedy Central Roast sur la chaîne Comedy Central, qui consiste à se moquer sans retenue d'une star en plateau pendant qu'elle encaisse sans rien dire ; l'humoriste et acteur Kevin Hart présente l'épisode du chanteur, tandis que Snoop Dogg, Ludacris, Martha Stewart, Jeff Ross, Chris D'Elia, Natasha Leggero, Shaquille O'Neal et Will Ferrell se moquent du chanteur devant ce dernier et un public.

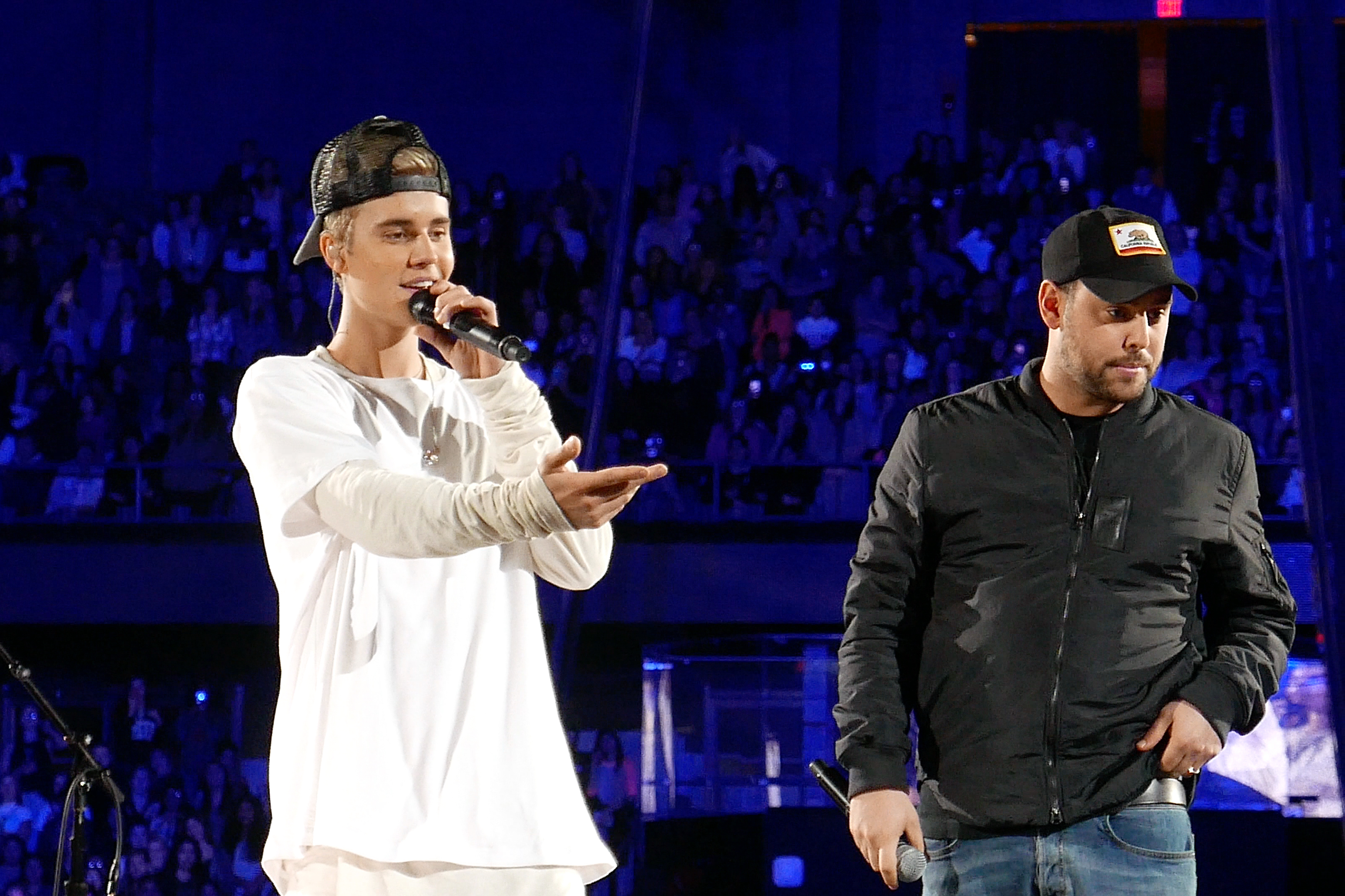
Justin Bieber et Scooter Braun en 2015.

Le 28 août, il sort le premier single de son nouvel album, intitulé What Do You Mean? (qu'il dédie à son ex-petite-amie, l'actrice et chanteuse américaine Selena Gomez), et qui connaît un grand succès commercial, devenant son premier numéro un au Billboard Hot 100.
Le 23 octobre, il sort un deuxième single, intitulé Sorry, qui, dès sa sortie, se classe numéro deux du classement, n'étant surclassé que par Hello d'Adele. Il la détrône au bout de la dixième semaine et devient son deuxième single numéro un du Billboard Hot 100,.
Lors des NRJ Music Awards 2015, le 7 novembre, il a été récompensé d'un NRJ Music Award d'honneur pour la seconde fois. Deux jours plus tard, il sort un troisième single, intitulé Love Yourself, qui atteint la première place du Billboard Hot 100. Il devient donc l'artiste ayant trois singles d'un même album numéro un depuis Justin Timberlake en 2006 avec son album FutureSex/LoveSounds.
Le 13 novembre, il sort son quatrième album, intitulé Purpose, qui atteint la première place du Billboard 200 en se vendant à plus de 649 000 exemplaires lors de sa première semaine de sortie.
En début d'année 2016, les quatre premiers albums du chanteur sortent sous format vinyle. Il sort également le quatrième et dernier single de son nouvel album, intitulé Company (en). Le 9 mars 2016, il entame sa tournée mondiale, le Purpose World Tour, à Seattle. Alors qu'il est paru en fin d'année, Purpose est le quatrième album le plus vendu dans le monde en 2015 ; à compter de juin 2016, il s'est vendu à 4,6 millions d'exemplaires.
Le 22 juillet 2016, il sort un single en collaboration avec Major Lazer et MØ, intitulé Cold Water, qui débute à la deuxième place du Billboard Hot 100 dès sa première semaine. Le mois suivant, il sort un autre single en collaboration avec le DJ français DJ Snake, intitulé Let Me Love You, qui débute à la quatrième place du Billboard Hot 100 dès sa première semaine. En septembre, il apparaît sur l'album du chanteur et rappeur Post Malone, intitulé Stoney, avec qui il a collaboré sur la chanson Deja Vu (en). Il apparaît aussi dans le documentaire Bodyguards.

#### 2017–2018: collaborations et retrait de la scène médiatique
Le 16 avril 2017, les chanteurs portoricains, Luis Fonsi et Daddy Yankee, sortent le remix de leur célèbre chanson Despacito dans lequel Justin Bieber apparaît. Ce single est la première chanson du jeune chanteur de l'année 2017 et c'est la première fois qu'il chante en espagnol.
Le 9 juin, il publie un nouveau single avec le DJ français David Guetta, intitulé 2U, dont le clip réunit de nombreux mannequins de Victoria's Secret qui chantent en playback, telles que Romee Strijd, Stella Maxwell ou encore Elsa Hosk. Dans l'été, il diffuse un single en collaboration avec BloodPop (en), intitulé Friends (en), co-écrit par Julia Michaels et son meilleur ami Justin Tranter.
Le 24 juillet, le chanteur se voit dans l'obligation d'annuler le reste de sa tournée mondiale, Purpose World Tour, alléguant « des problèmes de santé, et autres problèmes personnels ». Alors qu'il devait chanter Despacito avec Luis Fonsi et Daddy Yankee sur la scène des Grammy Awards, le 28 janvier 2018, Justin Bieber annonce vouloir se retirer temporairement de la scène médiatique.
En juillet 2018, il collabore à nouveau avec DJ Khaled, Quavo et Chance the Rapper sur la chanson, No Brainer.

#### 2019–présent:Changes et Justice
Le 25 mars 2019, Justin Bieber annonce via son compte Instagram qu'il fait une pause dans sa carrière musicale, afin de se « concentrer sur son mariage avec Hailey Baldwin, ainsi que sur sa santé physique et mentale ». Le mois suivant, après quasiment deux années d'absence, il fait un bref retour sur scène le 22 avril lors du festival Coachella aux côtés de son amie Ariana Grande avec qui il interprète son célèbre titre, Sorry, puis il annonce dans la foulée qu'il travaille à son sixième album.
Un mois plus tard, le 10 mai, il diffuse un single en collaboration avec son ami proche Ed Sheeran, intitulé I Don't Care, qui figure sur l'album du chanteur britannique, No.6 Collaborations Project. Le 11 juillet, la chanteuse américaine Billie Eilish sort le remix de sa célèbre chanson, Bad Guy, sur lequel Justin figure. Le 4 octobre, soit quatre jours après son deuxième mariage avec Hailey Baldwin, il sort le clip du titre, 10 000 Hours (en), en collaboration avec Dan + Shay dans lequel sa femme figure.
Le 24 décembre, il annonce sur les réseaux sociaux que son sixième album sortira courant 2020 et qu'il partira en tournée mondiale cette même année. Quelques jours plus tard, le 31 décembre, il publie la bande-annonce de sa série documentaire de dix épisodes, baptisée Justin Bieber : Seasons (en), qui est sortie sur YouTube Premium le 27 janvier 2020.
Le 3 janvier 2020, il sort le premier single de son nouvel album, intitulé Yummy, qui se place en deuxième position du Billboard Hot 100. Durant l'avant-première de sa série documentaire, le 27 janvier, il annonce la parution d'un nouveau single, intitulé La Bomba en collaboration avec le chanteur colombien J Balvin, sur lequel il chante en anglais et en espagnol. Lors de son passage dans l'émission The Ellen DeGeneres Show le 28 janvier, il révèle que son sixième album, intitulé Changes, sortira le 14 février — qu'il dédie entièrement à sa femme Hailey. L'album passe en tête du Billboard 200 dès la première semaine après sa sortie. Après avoir sorti un single promotionnel intitulé Get Me (en), en collaboration avec la chanteuse américaine Kehlani, il sort le 7 février son deuxième single officiel, intitulé Intentions (en), en collaboration avec le rappeur Quavo. Il interprète Yummy et Intentions pour la première fois lors de l'émission Saturday Night Live le 8 février.
En début d'année 2020, il confirme que sa tournée, Changes Tour, débuterait le 14 mai 2020 à Seattle mais, le 1er avril, il annonce qu'en raison de la pandémie de Covid-19, sa tournée est reportée à l'année suivante. En juillet 2020, il est annoncé que sa tournée mondiale débutera le 2 juin 2021 à San Diego et qu'il l'a rebaptisée Justin Bieber : World Tour 2021.
Le 8 mai, il dévoile le morceau, Stuck with U (en), en collaboration avec la chanteuse et amie Ariana Grande. Les bénéfices sont reversés à la fondation First Responders Children’s pour financer des bourses d'études des enfants du personnel des différents services de santé, des ambulanciers, des secouristes, des policiers et des pompiers qui se retrouvent en première ligne face à la maladie à coronavirus 2019 causée par le SARS-CoV-2.
Le 18 septembre, il sort le clip d'un morceau inédit, intitulé Holy, en collaboration avec le rappeur Chance the Rapper, qui marque un nouveau tournant dans la carrière musicale du chanteur. Le 15 octobre, il sort un nouveau clip, intitulé Lonely (en), en collaboration avec Benny Blanco et Finneas O'Connell, dans lequel il déplore son passé douloureux d'enfant star.
Le 30 octobre, il publie un nouvel épisode exclusif de sa série documentaire YouTube Originals Seasons, baptisé Next Chapter, dans lequel il révèle avoir été suicidaire durant une longue période de sa vie.
Le 6 novembre, les rappeurs 24kGoldn et Iann Dior (en) dévoilent le remix de leur titre, Mood (en), sur lequel Justin Bieber apparaît avec J Balvin. Le 20 novembre, il sort un single avec le chanteur canadien Shawn Mendes, intitulé Monster.
À l'occasion du nouvel an 2021, il fait officiellement son grand retour sur le devant de la scène en donnant un concert virtuel, en partenariat avec T-Mobile, qui est mondialement disponible en live streaming. Le 1er janvier 2021, il sort un nouveau single, intitulé Anyone, qui figurera sur son prochain album, dont le clip est sorti le même jour.
Le 26 février 2021, Justin annonce la sortie de son sixième album Justice le 19 mars 2021. Le 1er mars, il annonce que le quatrième single de son album, intitulé Hold On, sortira le 5 mars.

### Vie privée

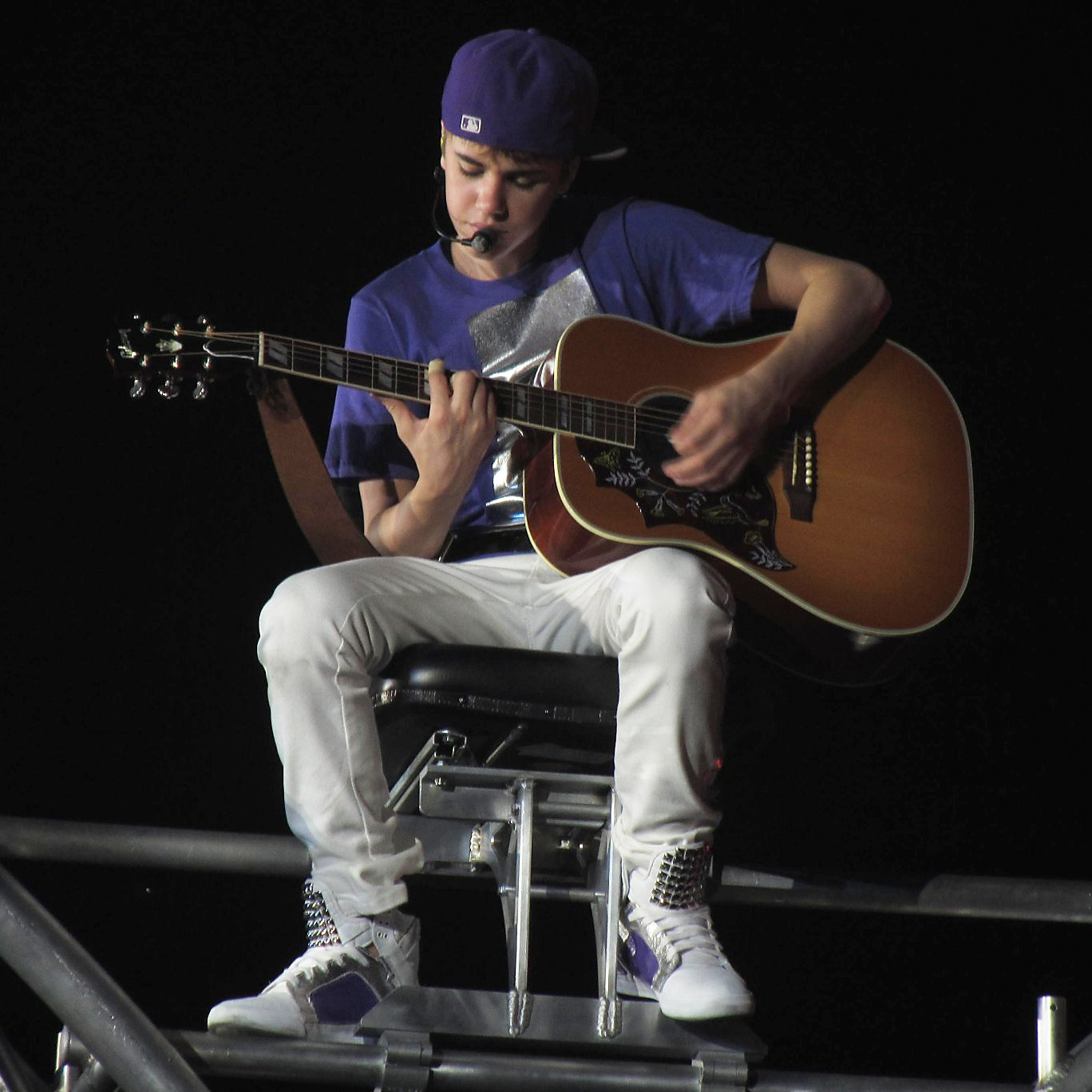
Justin Bieber en concert à Zurich en 2011.

#### Abus de drogues
Dès l'âge de treize ans, il consomme du cannabis. Au fil des années, il développe une forte addiction pour la cocaïne, les champignons hallucinogènes, l'alcool, le Sizzurp, les anxiolytiques et l'ecstasy. En septembre 2019, Justin Bieber reconnaît avoir consommé de nombreuses substances illicites de ses dix-huit ans jusqu'à ses vingt ans. Il révèle alors que ses nombreuses addictions l'ont conduit à faire « de mauvais choix », ainsi qu'à avoir « un comportement abusif envers ses ex-petites-amies » : « J'ai commencé à me droguer et à abuser émotionnellement des autres à l'âge de 18 ans. J'étais plein de ressentiment, irrespectueux envers les femmes, et colérique. Je me suis montré distant avec toutes les personnes qui m'aimaient, puis je me suis caché derrière une carapace. J'avais l'impression de ne jamais pouvoir être autrement. »
En 2015, il déclare lors d'un entretien avec le magazine Billboard qu'à cause de ses erreurs et de ses abus de drogues, il avait coupé les ponts avec sa mère, Pattie Mallette, durant un long moment : « J'ai pris mes distances car j'avais honte. Je n'ai jamais voulu décevoir ma mère, mais je savais qu'elle était déçue. Durant un certain temps, nous avons arrêté de nous adresser la parole, alors il faut du temps à présent pour retrouver cette confiance entre nous. Elle vit à Hawaï maintenant, alors c'est dur, mais ça va mieux. C'est une femme incroyable et je l'aime. ».
En janvier 2020, le chanteur déclare avoir voulu changer et devenir sobre, le jour où il a cru mourir : « Toutes les nuits, mes gardes du corps et mon équipe venaient surveiller mon pouls [...] Les gens ignorent complètement à quel point tout était dingue à cette époque. Mon premier réflexe en me levant tous les matins était de prendre des médicaments et fumer un joint. C'est comme ça que je commençais mes journées. C'était flippant. ». Justin Bieber a débuté une longue cure de désintoxication en 2014, lorsque le pasteur Carl Lentz le pousse à venir s'installer temporairement chez lui dans le New Jersey, pour une détoxification ; en 2019, le chanteur affirme être sobre depuis de nombreuses années et boit de l'alcool uniquement pour les grandes occasions.

#### Vie sentimentale
De 2007 à 2009, Justin Bieber est en couple avec Caitlin Beadles, une amie d'enfance. En 2010, il fréquente pendant plusieurs mois la chanteuse américaine Jasmine Villegas.
Il rencontre en 2009 l'actrice et chanteuse américaine Selena Gomez, avec laquelle commence une relation passionnelle et tumultueuse en novembre 2010. Ils officialisent leur couple en février 2011 et deviennent l'un des couples emblématiques d'Hollywood. Ils emménagent ensemble à Los Angeles en 2012, puis se séparent en novembre de la même année, lorsque le chanteur est accusé d'avoir une liaison avec le mannequin hongrois, Barbara Palvin. Ils se réconcilient le mois suivant. En mars 2013, Selena Gomez annonce être célibataire. Le couple se sépare et se réconcilie à de nombreuses reprises avant de rompre définitivement en mars 2018. Au cours de sa carrière, Justin Bieber dédie à Selena Gomez de nombreuses chansons, et indique que son album Purpose (2015) parle de leur histoire. De son côté, Selena Gomez lui dédie également de nombreuses chansons ; en 2019, elle affirme que leur histoire d'amour était « très toxique et abusive » et qu'elle s'en est inspirée pour créer son album Rare,.
En 2013, Justin Bieber fréquente brièvement les mannequins Jordan Ozuna, Jacque Rae Pyles et Tati Neves. L'année suivante, il aurait eu une liaison avec la chanteuse britannique Rita Ora ainsi qu'avec la DJ américaine, Chantel Jeffries, pour qui il écrit la célèbre chanson Love Yourself. Cette même année, il enchaîne les brèves aventures amoureuses, notamment avec les mannequins Yovanna Ventura et Kayla Phillips, la playmate Alyssa Arce et l'Instagrameuse Scarlett Rose Leithold.
En 2015, il fréquente le mannequin Ashley Moore ainsi que le mannequin australien Shanina Shaik. Il a également une relation avec le mannequin britannique Jayde Pierce. La presse lui a également prêté des relations avec Kourtney Kardashian puis avec Kylie Jenner et avec Kendall Jenner en 2015, sans que ces dernières ne soient confirmées par les intéressées.
Durant l'été 2016, il fréquente l'actrice américaine Nicola Peltz ainsi que le mannequin Sofia Richie, fille du chanteur Lionel Richie. Il fréquente ensuite le mannequin australien Sahara Ray, avec qui il renoue brièvement durant l'été 2017.
En 2017, il fréquente brièvement l'actrice mexicaine, Paola Paulin, ainsi que le mannequin américain, Baskin Champion en mars 2018.
En octobre 2009, Justin Bieber rencontre le mannequin américain Hailey Baldwin, fille de l'acteur américain Stephen Baldwin, sur le plateau de l'émission The Today Show. Au fil des années, ils deviennent des amis proches. Début janvier 2016, le chanteur officialise leur relation,. Peu après, ils se séparent en mauvais termes. Cette même année, il émet l'hypothèse d'un futur mariage avec la jeune femme de dix-neuf ans dans un entretien accordé au magazine GQ. Ils coupent les ponts peu après.
En juin 2018, ils se remettent ensemble, puis se fiancent moins d'un mois plus tard, le 7 juillet. Ils se marient civilement deux mois plus tard, le 13 septembre, à Manhattan,. La cérémonie principale a eu lieu le 30 septembre 2019 en Caroline du Sud, dans la chapelle de Somerset, à Bluffton. Le 9 mai 2024, Hailey Bieber annonce être enceinte de leur premier enfant, tandis que Justin l'annonce également au travers d'un post Instagram. Le 24 août 2024, le couple annonce la naissance de leur fils, Jack Blues Bieber.
En 2019, le chanteur révèle avoir développé une addiction sexuelle au fil des années et qu'il se sentait incapable de rester sérieux dans une relation avec une femme, avant de s'engager avec Hailey Baldwin en 2018. Il affirme avoir fait vœu de chasteté plus d'une année avant d'épouser Hailey.

#### Positions
En 2011, il déclare au magazine Rolling Stone qu'il est contre l'avortement et parle de l'orientation sexuelle comme d'un choix personnel. Par la suite, il revient sur ses positions en affirmant plusieurs fois via Instagram être favorable à l'avortement et penser que « les femmes devraient avoir le choix de faire ce qu'elles veulent de leurs corps. »

#### Croyances
En 2010, il affirme avoir une relation avec Jésus et lui parler,.
En 2014, il déclare avoir vécu une nouvelle naissance et être devenu chrétien évangélique,. Il se fait baptiser par le pasteur pentecôtiste Carl Lentz de l'église Hillsong (New York) .
De nombreux tatouages de Bieber ont une signification spirituelle, notamment la croix de taille moyenne sur sa poitrine et une petite croix sous son œil. Bieber a également l’inscription « Fils de Dieu » tatouée sur son abdomen avec un grand dessin représentant deux anges, des arcs gothiques, un squelette et un serpent.
En 2020, lorsqu'on lui a demandé comment il voulait élever ses enfants, Bieber a répondu : « Je suis un fidèle de Jésus. Lorsque vous acceptez Jésus, vous marchez avec le Saint-Esprit. Je veux juste être conduit par le Saint-Esprit. »
En 2021, il annonce être devenu membre de l’église Churchome basée à Kirkland (Washington), une église évangélique.

#### Problèmes de santé
En janvier 2020, Justin Bieber révèle qu'il est atteint de la maladie de Lyme depuis plusieurs années, et qu'il souffre aussi d'une mononucléose chronique qui affecte sa peau et ses fonctions neurologiques. Afin d'expliquer plus en détail à ses fans en quoi consiste sa maladie, Justin réalise une série de documentaires qu'il publie sur YouTube en 2020.
Il a, à de nombreuses reprises, expliqué se battre contre la dépression et de sévères crises d'angoisses depuis plusieurs années. Le 10 juin 2022, il annonce par le biais d'une vidéo sur Instagram être atteint du syndrome de Ramsay Hunt, ce qui lui a provoqué une paralysie partielle du visage. Cette annonce est manipulée par des mouvements antivax qui prétendent, sans preuve, que ce syndrome serait causé par la vaccination contre le Covid-19,,.

## Talent artistique

### Style musical
Justin Bieber fait principalement de la pop et du R&B. En 2010, Jody Rosen, rédacteur du magazine Rolling Stone, déclare que sa musique « offre une douce et gentille introduction aux problèmes de cœur que les adolescents traversent, sans pour autant parler de sexe ». En janvier 2012, le chanteur explique lors d'un entretien avec le magazine V qu'il refuse d'aborder des thèmes tels que la drogue, le sexe et la vulgarité : « Je veux faire les choses à mon rythme. Je n'ai pas envie de commencer à parler de sexe, de drogue, et jurer dans mes chansons. Je suis un fan de l'amour, et peut-être qu'en vieillissant, je parlerais de faire l'amour. Mais je veux, avant tout, être respecté par tout le monde. ». Cependant, en septembre 2013, Justin Bieber change sa manière de faire de la musique, et commence à faire de nombreuses connotations sexuelles dans ses chansons, telles que Lolly avec Juicy J et Maejor Ali, que ses fans et la presse n'apprécient pas. À compter de 2015, le chanteur aborde des thèmes plus personnels, tels que sa relation passionnelle et tumultueuse avec l'actrice et chanteuse américaine Selena Gomez, la rédemption, la vulnérabilité et sa philosophie de vie. En 2020, Justin Bieber décide d'être honnête et vulnérable dans ses chansons, et aborde ses problèmes avec la drogue, la célébrité, et la dépression, puis évoque également son mariage avec Hailey Baldwin. En novembre 2020, il déclare que, même s'il aime beaucoup la pop, il se considère à présent comme un artiste R&B.

### Influences
Justin Bieber cite Justin Timberlake, Michael Jackson, Mariah Carey, The Beatles, Tupac Shakur, Usher, Stevie Wonder et Boyz II Men comme ses principales influences musicales,. Pour son album Believe (2012), il s'inspire du style musical de Justin Timberlake. Au fil des années, Justin Bieber a inspiré de nombreux artistes tels que Niall Horan, Dua Lipa, Johnny Orlando, Why Don't We, Billie Eilish, Shawn Mendes, Charlie Puth et Austin Mahone.

### Voix
Au début de sa carrière, Justin Bieber est un soprano avant de commencer à muer. Le journaliste Sean Michaels, qui travaille pour le magazine The Guardian, déclare alors que la puberté pourrait être une menace pour la carrière du jeune chanteur.
En 2008, il commence à prendre des cours de chant avec la musicienne Jan Smith.
À l'âge adulte, Justin Bieber devient un ténor, capable d'atteindre un baryton A2, ainsi qu'une haute-contre. Peu après la sortie de son album Purpose en 2015, le journaliste Neil McCormick complimente, dans un article qu'il rédige pour The Daily Telegraph, la voix du chanteur, la jugeant de « douce, séduisante et souple ».

## Image publique
Justin Bieber est surnommé le « prince de la pop » ou encore le « roi de la teen pop » par des journalistes contemporains. Le chanteur Usher déclare que, bien qu'il ait signé son premier contrat avec une maison de disques au même âge que Justin, il a eu la chance de pouvoir vivre une vie normale tout en essayant de percer dans la musique, tandis que, pour le jeune chanteur canadien, le succès est arrivé du jour au lendemain de manière virulente. Usher, Scooter Braun et le garde du corps de Justin ont dû lui apprendre, très rapidement, à vivre dans l'œil du public et à soigner son image. Afin de veiller sur lui en tournée, Usher engage son assistant Ryan Good comme styliste et coach de vie attitré. Amy Kaufman, une éditrice du Los Angeles Times, remarque que « bien qu'il soit originaire d'une petite ville du Canada, et issu d'une famille de classe moyenne, son look et sa manière de parler indiquent qu'il imite les rappeurs qu'il admire ». En 2013, Justin Bieber affirme que, bien qu'il soit « influencé par la culture afro-américaine », il n'a jamais eu l'intention de se l'approprier ni même d'y jouer un rôle. Il possède une statue de cire à son effigie au musée Madame Tussauds de New York, Londres et Amsterdam.
En 2010, il subit de nombreuses critiques qui disent qu'il « ressemble à un enfant », et qu'il a « la voix d'un enfant ». L'année suivante, il est l'objet de nombreuses moqueries lorsque la presse américaine insinue qu'il est androgyne. Au fil des années, son image, sa musique et son look suscitent beaucoup de critiques mitigées ; il entame alors une relation amour/haine avec la presse, les internautes et ses propres fans. Il devient la cible de nombreux blogueurs et trolls, ainsi que de la presse à scandale qui relaye chaque fait et geste du chanteur. En 2013, Scooter Braun déclare à son sujet : « Il a grandi dans l'œil du public. Depuis sa préadolescence, il est épié, filmé et photographié 24/24 heures par tout le monde et n'importe qui... Un ado normal de son âge peut sortir quand il veut, avec qui il veut, tout le monde s'en fout. Mais ce n'est pas la même chose pour Justin qui finit toujours dans Google Actualités. »
En janvier 2015, il réalise une vidéo dans laquelle il s'excuse de son comportement des années précédentes et déclare n'avoir pas eu l'intention de paraître arrogant, prétentieux ou fier de la façon dont il a agi en ajoutant : « J'ai fait beaucoup de choses ces dernières années dont je ne suis pas fier [...] Je ne suis pas celui que j'ai prétendu être. »
En juillet 2017, le gouvernement de Chine décide de bannir le chanteur du pays, à cause de sa mauvaise réputation.
Lorsque le chanteur épouse Hailey Baldwin en 2018, ses fans remarquent un gros changement chez lui, notamment une prise de maturité non négligeable. Il fait alors le choix de laisser son passé trouble, son image de « bad boy », ainsi que sa rébellion derrière lui, afin de devenir un homme plus calme, apaisé, mature et sincère. Lors d'une entrevue avec le magazine Vogue en février 2019, Justin Bieber déclare qu'il « rirait au nez de l'ancien Justin ».

## Polémiques
En avril 2013, il provoque une polémique lors d'une visite à la maison d'Anne Frank à Amsterdam. Après avoir appris la vie d'Anne Frank, une adolescente allemande juive morte dans un camp de concentration alors âgée de quinze ans, il écrit sur le livre d'or du musée : « Avoir la possibilité de venir ici est une source d'inspiration. Anne était une fille formidable. Elle aurait pu être une "Belieber" ». À la suite de cette polémique, le musée Anne Frank a défendu Justin Bieber en déclarant : « son commentaire était tout à fait innocent. Il a passé plus d'une heure ici et s'est intéressé à la vie d'Anne Frank, pour nous, c'est le plus important. »
Trois mois plus tard, le 10 juillet, le site américain TMZ publie une vidéo réalisée plus tôt dans l'année où Justin Bieber insulte et asperge de produit à vitres une photo de l'ancien président américain Bill Clinton tout en s'écriant « Fuck Bill Clinton ». Il présente ses excuses le lendemain sur Twitter. Le mois suivant, le 30 août, à la sortie d'une boîte de nuit à Toronto, un homme agresse le chanteur et tente de le plaquer au sol. Justin Bieber s'est défendu en assenant plusieurs coups de pied à l'homme avant que ses gardes du corps maîtrisent l'agresseur.
En juin, une vidéo du chanteur alors âgé de quinze ans, circule sur le net dans laquelle il fait de nombreuses « blagues racistes sur les afro-américains, et utilise plusieurs fois le terme nègre ». Quelques jours après la publication de cette vidéo, il présente publiquement ses excuses, et déclare : « Affronter mes plus anciennes erreurs est bien la chose la plus compliquée que j'ai dû faire dans ma vie. »
À la suite des nombreuses polémiques, la popularité du chanteur est, au fil des années, abîmée aux États-Unis. Il reçoit plusieurs critiques de la part de ses fans,. Selon un sondage réalisé par l'institut Public Policy Polling, il est le chanteur le plus détesté des Américains, juste après Chris Brown. Il se fait même huer en mai 2013 lors des Billboard Music Awards, puis une deuxième fois lors d'un concert à Manchester en octobre 2016.
Durant de nombreuses années, Justin Bieber dit ne pas être intéressé par la citoyenneté américaine, bien qu'il vive aux États-Unis ; il critique le système de santé américain. Faisant l'éloge du Canada comme étant « le meilleur pays au monde », il cite le système de soins canadien comme étant un exemple. Pourtant, à la suite de son mariage avec le mannequin américain Hailey Baldwin en septembre 2018, le chanteur entame une procédure afin d'obtenir la double nationalité américano-canadienne.
Le 5 décembre 2021, il fait fi des appels au boycott et chante en Arabie Saoudite. La femme de Jamal Khashoggi, journaliste saoudien assassiné en Turquie sous les ordres du roi Mohammed ben Salmane (dit « MBS »), l'a interpellé pour qu'il envoie un message fort à la dictature saoudienne en annulant son concert.
Le 11 octobre 2023, soit quelques jours après l'attaque du 7 octobre contre Israël, il partage dans sa story Instagram une publication accompagnée du message Praying for Israel (« Prier pour Israël »). Ce partage déclenche une vive polémique car l'image d'illustration utilisée par la publication est en réalité une photo de la ville palestinienne de Gaza bombardée par l'aviation israélienne.

## Affaires judiciaires

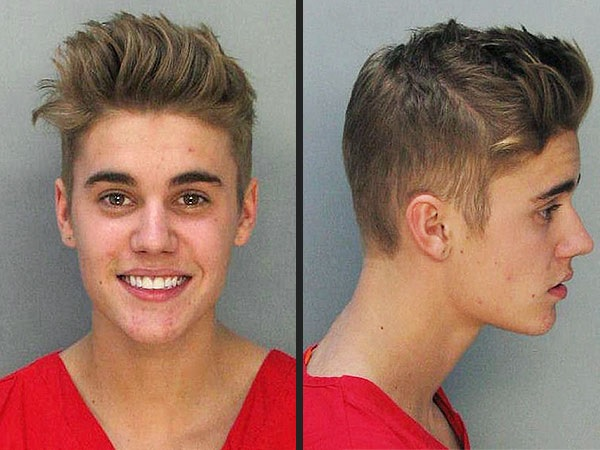
Photographie d'identité judiciaire de Justin Bieber, dévoilée le 24 janvier 2014.

Justin Bieber connaît plusieurs accrochages avec la presse à scandale, dont l'un finit par une rixe et lui vaut une convocation par la police. En mars 2013, il est de nouveau impliqué dans une altercation avec un photographe à Londres menaçant de lui « casser la gueule » après que celui-ci lui a dit « Retourne en Amérique crétin ». Il s'est justifié sur Twitter, affirmant avoir passé une « semaine difficile », après avoir fait un malaise en coulisse lors de son concert à Londres.
Le 9 janvier 2014, l'un de ses voisins de Calabasas accuse le chanteur d'avoir jeté de nombreux œufs sur son domicile, et lui réclame donc des milliers de dollars de dommages et intérêts. Plusieurs jours plus tard, le 23 janvier, il est arrêté et placé en garde à vue par la police de Miami avec le chanteur et rappeur Khalil pour conduite en état d'ivresse, non-présentation de son permis de conduire et vitesse excessive. À la suite de son arrestation, plus de 270 000 personnes lancent une pétition sur le site officiel de la Maison-Blanche pour réclamer l'expulsion de la star du territoire américain. Cette requête sera rapidement rejetée.
Le 29 janvier, il est de nouveau arrêté, cette fois-ci par la police canadienne, qui l'accuse de voies de fait, à la suite de l'agression d'un chauffeur de limousine.
Le 1er septembre, Justin Bieber est arrêté par la police canadienne pour conduite dangereuse et violence physique et verbale dans sa ville natale, Stratford, à la suite d'une collision trois jours auparavant avec un chauffeur de monospace. Les autorités canadiennes affirment que le chanteur s'est engagé dans une altercation avec le chauffeur en question. Il est libéré après avoir été placé en garde à vue. Son avocat rejette alors la faute sur un paparazzi qui aurait provoqué l'incident. Deux mois plus tard, en novembre, alors qu'il devait se faire juger en Argentine pour avoir agressé physiquement un photographe argentin le 9 novembre 2013, il ne vient pas au tribunal, et se retrouve donc avec un mandat d'arrêt contre lui.
En juin 2020, une jeune femme affirme sur Twitter avoir été agressée sexuellement par le chanteur le 9 mars 2014 à Austin (Texas). Dans une série de tweets, Justin Bieber affirme que les accusations sont matériellement impossibles, apporte des preuves de l'endroit où il se trouvait ce soir-là et avec qui il s'y trouvait, et annonce qu'il va intenter une action en justice contre la jeune femme,.

## Œuvres caritatives
En 2013, Justin Bieber participe à Pencils of Promise (en) au Guatemala, en aidant à la construction d'une école pour les enfants du pays. Il est élu en 2012 no 10 des 20 « Celebs gone good », no 2 en 2013. Il s'est aussi engagé pour soutenir certains de ses fans atteints de graves maladies, comme Avalanna Routh une petite fille atteinte d'un cancer du cerveau et qui admirait le jeune homme. Elle avait fait un faux mariage avec la star et se faisait appeler « Mrs Bieber » par le jeune homme, qui lui rendit de nombreuses fois visite, et qui l'emmenait à ses concerts. Elle est morte le 27 septembre 2012 de son cancer ; Justin Bieber évoque son émotion à ce sujet dans le film Justin Bieber's Believe,.

## Partenariats
En novembre 2021, Justin Bieber s'associe avec la chaine Tim Hortons et crée trois nouvelles saveurs de Timbits (gaufre au gâteau d'anniversaire, chocolat et fudge blanc, crème sûre et pépites de chocolat), renommés « Timbiebs ». Avec le lancement de ces nouvelles saveurs, une collection de marchandises a été lancée. Entre autres, un sac-banane et une tuque à l'effigie de la collection « Timbiebs ».
En 2022, H&M met en vente une collection « signé Justin Bieber » alors que le chanteur n'avait pas donné son accord. La compagnie retire par la suite sa collection.

## Discographie
- 2010 : My World 2.0
- 2011 : Under the Mistletoe
- 2012 : Believe
- 2013 : Journals
- 2015 : Purpose
- 2020 : Changes
- 2021 : Justice
- 2025 : Swag

## Filmographie

### Film et télévision
| Année      | Titre                          | Rôle                  | Notes           |
| ---------- | ------------------------------ | --------------------- | --------------- |
| 2010       | Cubed                          | Meilleur ami de Pizzi | Épisode "2.10"  |
| 2010; 2011 | Les Experts                    | Jason McCann          | 2 épisodes      |
| 2011       | Justin Bieber: Never Say Never | Lui-même              | Film du concert |
| 2012       | Katy Perry: Part of Me         | Lui-même              | Caméo           |
| 2012       | Zendaya: Behind the Scenes     | Lui-même              | Caméo           |
| 2013       | Justin Bieber's Believe        | Lui-même              | Film du concert |
| 2014       | Mauvaises Fréquentations       | Prisonnier            | Caméo           |
| 2016       | Zoolander 2                    | Lui-même              | Caméo           |
| 2017       | Killing Hasselhoff             | Kit                   | Voix            |

### Apparitions
| Année | Titre                | Rôle                   | Notes                          |
| ----- | -------------------- | ---------------------- | ------------------------------ |
| 2009  | True Jackson         | Lui-même               | Saison 2, épisode 1            |
| 2010  | Silent Library       | Lui-même               | Épisode "2.3"                  |
| 2010  | School Gyrls         | Lui-même               | Téléfilm                       |
| 2010  | Saturday Night Live  | Lui-même               | Épisode Tina Fey/Justin Bieber |
| 2011  | Les Maçons du cœur   | Lui-même               | Épisode famille Brown          |
| 2011  | Khloé & Lamar        | Lui-même (non-crédité) | Épisode The Father in Law      |
| 2011  | Sketches à gogo !    | Lui-même               | Épisode Justin Bieber          |
| 2012  | Punk'd               | Invité                 | 2 épisodes                     |
| 2012  | Ridiculousness       | Lui-même               | Épisode "2.1"                  |
| 2013  | Saturday Night Live  | Lui-même               | Épisode Justin Bieber          |
| 2013  | Les Simpson          | Lui-même (voix)        | Épisode The Fabulous Faker Boy |
| 2015  | Comedy Central Roast | Lui-même               | Émission TV                    |
| 2015  | Repeat After Me      | Lui-même               | 1 épisode                      |

## Tournées
En tête d'affiche
- My World Tour  (2010-2011)
- Believe Tour (en) (2012-2013)
- Purpose World Tour (2016-2017)
- La tournée de 2020, qui devait commencer le 14 mai et comportait 45 dates, est reportée en raison de la pandémie de covid-19[266]
- Justice World Tour (en) (février-septembre 2022)

## Distinctions
En 2011, à 17 ans, Justin Bieber a l'honneur de recevoir une étoile avec son nom gravé dans le sol devant l'Avon Theatre de Stratford — qui représente l'endroit habituel où le chanteur se produisait avec sa guitare acoustique lorsqu'il avait 12 ans. Le 23 novembre 2012, il reçoit la médaille du jubilé de diamant d'Élisabeth II, remis en main propre par le premier ministre du Canada de l'époque, Stephen Harper ; il entre alors dans la liste des 60 000 canadiens à recevoir cette médaille cette même année. En 2013, il est certifié disque de diamant par la Recording Industry Association of America, car son single Baby est alors la chanson la plus téléchargée et écoutée de tous les temps.
Au cours de sa carrière, Justin Bieber a été nommé à dix reprises aux Grammy Awards (dont une victoire en 2016). Il a remporté deux Brit Awards, quatre NRJ Music Awards, dix-neuf Billboard Music Awards, quinze American Music Awards, vingt-trois Teen Choice Awards et vingt-et-un MTV Europe Music Awards.
Le 13 novembre 2015, la sortie de son album Purpose marque son sixième album en tête des charts. Il devient également le premier artiste, depuis Elvis Presley en 2005, à accumuler les records et les numéros 1 dans les charts. En 2016, la presse dévoile qu'il est déjà entré à quatorze reprises dans le livre Guinness des records. Ces records inclus : le single le plus écouté sur Spotify en une semaine, l'album le plus écouté sur Spotify en une semaine, le plus de chansons en tête du Billboard Hot 100, l'artiste occupant à lui tout seul le Top 3 des charts au Royaume-Uni, le plus de followers sur Twitter, la chaîne YouTube la plus visitée, et le plus d'abonnés sur YouTube.
En février 2018, sa ville natale Stratford ouvre un magasin d'exposition, baptisé « Steps to Stardom », dans lequel se trouvent plusieurs objets ayant appartenu au chanteur, tels qu'une batterie qu'il avait durant son enfance, son Grammy Award, des microphones qu'il utilisait pour ses tournées, un bomber jacket à l'effigie de son équipe de hockey sur glace préférée, ainsi que des lettres personnelles, notamment une que Michelle Obama lui avait écrite. Le chanteur visite cette boutique à chaque fois qu'il retourne dans sa ville natale.
En 2019, il devient l'un des artistes ayant vendu le plus de disques au monde, après avoir vendu plus de 150 millions de disques dans le monde depuis le début de sa carrière.